# 吴美兰
吴美兰（1954年—2006年），朝鲜民主主义人民共和国电影演员，朝鲜人民演员。

## 生平
1979年在平壤艺术团当舞蹈演员。
1980年出演电影《大响礼炮》。
1988年获功勋演员称号。
2002年11月获金日成奖。
2006年因乳腺癌去世。

## 代表作
- 1980《随军记者手记》
- 1985《桔梗花》
- 《民族与命运》